# 400
400 (CD) fue un año bisiesto comenzado en domingo del calendario juliano, en vigor en aquella fecha.
En el Imperio romano, el año fue nombrado como el del consulado de Estilicón y Aureliano, o menos comúnmente, como el 1153 Ab urbe condita, adquiriendo su denominación como 400 a principios de la Edad Media, al establecerse el anno Domini.
Es el año 400 de la era común, del anno Domini y del primer milenio, el centésimo y último año del siglo IV y el primer año de la década de 400.

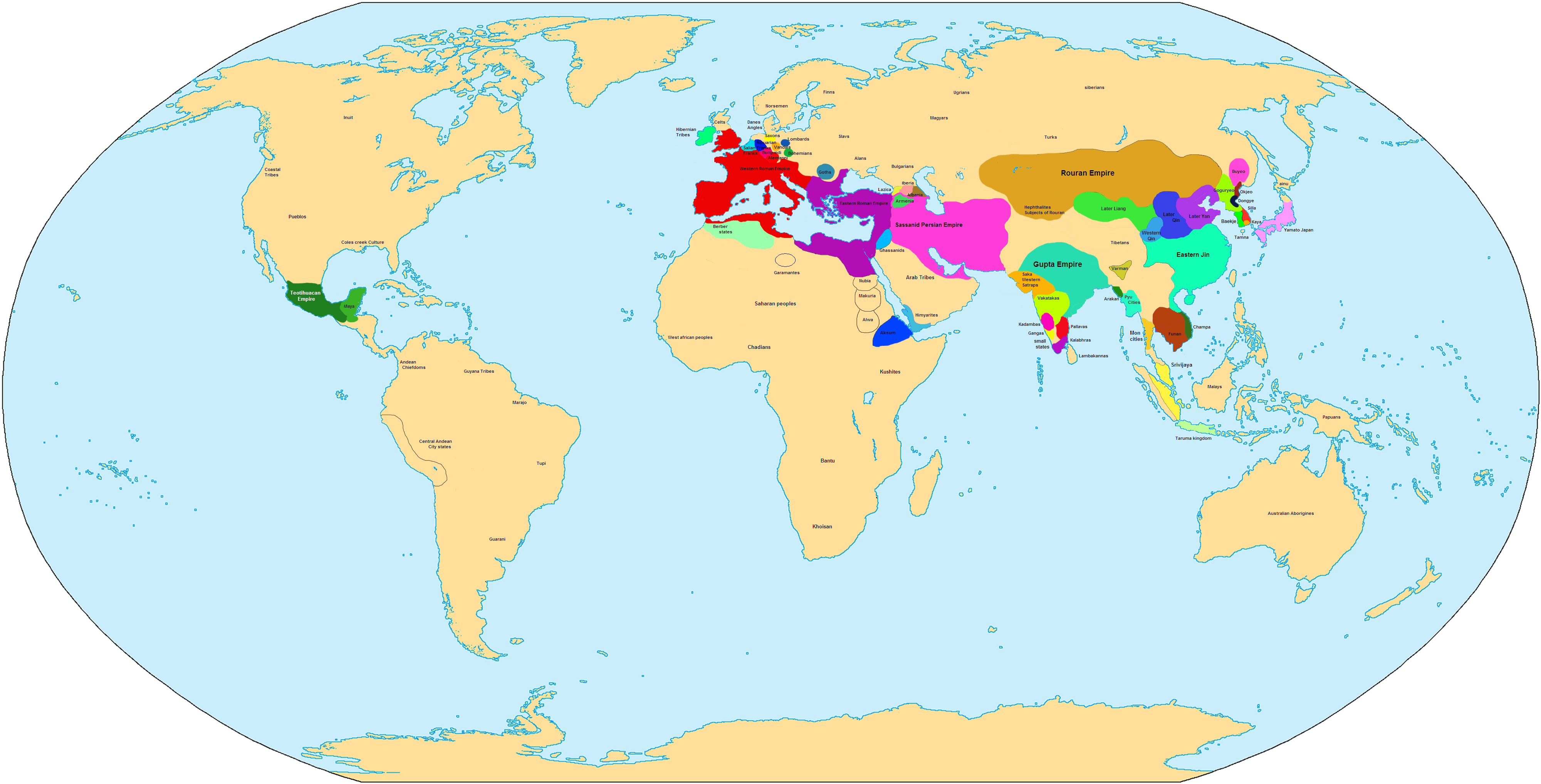
Mapa del mundo en el año 400 (en inglés).

## Acontecimientos

### Imperio romano
- Alarico invade el norte de la península italiana.[1]
- En Salónica (Grecia) el mausoleo de Galerio se convierte en iglesia.
- En España se realiza el Concilio de Toledo.
- Entran los germanos y visigodos en invasión.
- El santo húngaro Martín de Tours (316-397) profetizó en el 375 que el mundo se acabaría entre aquel año y este: «No hay duda de que el Anticristo ya ha nacido. Aunque ya está firmemente establecido en sus primeros años, después de llegar a la madurez alcanzará el poder supremo».[2]
- El 12 de julio de 400, en Constantinopla, más de 7000 personas, entre ellas mujeres y niños, fueron masacradas o quemadas hasta la muerte en la «Iglesia de los Godos»: Los católicos quitaron el tejado de la iglesia y masacraron a los que habían huido a la iglesia hasta el último hombre con lluvias de piedras y vigas ardiendo. Tras la batalla, se elevaron al cielo plegarias de acción de gracias. San Crisóstomo predicó una vez más alabando al que guiaba todas las cosas sin el hombre (Karlheinz Deschner: Kriminalgeschichte des Christentums, Zweiter Band, Die Spätantike: Von den katholischen «Kinderkaisern» bis zur Ausrottung der arianischen Wandalen und Ostgoten unter Justinian I. (517-565), página 18).

### Europa

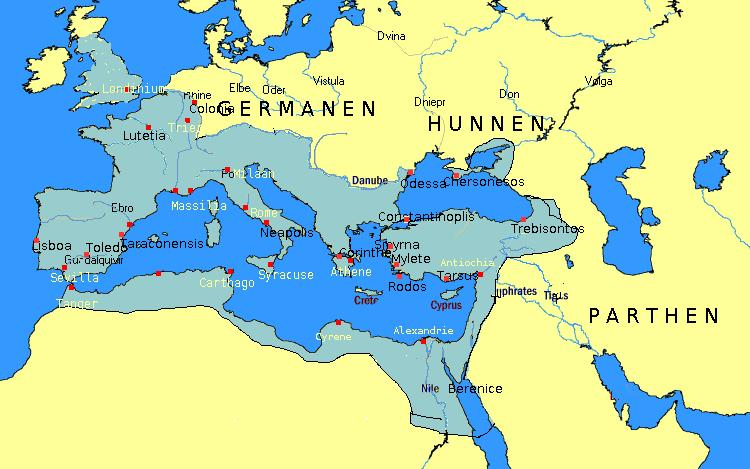
Mapa de Europa en el año 400 (en inglés).

- Aparición aproximada de los jutos y turingios.
- Los vándalos comienzan su viaje hacia el Oeste desde Dacia y Hungría (fecha aproximada).
- Los francos se establecen en el norte de Holanda.

### África
- Comienza la construcción del Gran Zimbabue (fecha aproximada).
- En Alejandría (Egipto), la filósofa griega Hipatia se distingue como una de las primeras mujeres científicas y se convierte en la líder de la escuela neoplatónica.
- La carretilla, uno de los instrumentos más útiles para transportar objetos, es inventada en China.[3]
- El médico hindú Sushruta realiza descripciones de la malaria, la tuberculosis y la diabetes mellitus.[3]

### Sudamérica
- Empieza el período clásico de la Cultura San Agustín en Colombia.[4]

## Nacimientos
- Aspar, patricio y general (magister militum) alano.
- Gainas, líder y general (magister militum) gótico.
- Hidacio, obispo de Chaves (Portugal).
- Salviano de Marsella, escritor latino cristiano.

## Fallecimientos
- Cástor de Aquitania, sacerdote y ermitaño que es venerado como santo por la Iglesia católica.
- Oribasio de Pérgamo, médico griego (n. 320).